# Cathédrale Saint-Pierre-Saint-Paul-et-Saint-André de Saint-Claude
La cathédrale Saint-Pierre-Saint-Paul-et-Saint-André de Saint-Claude, dans le département du Jura, a été élevée au rang de cathédrale en 1742. Elle est souvent appelée simplement « cathédrale Saint-Pierre ».
Elle a été fondée en tant qu’abbaye Saint-Oyend au XIVe siècle. Ce monument fait l’objet d’un classement au titre des monuments historiques depuis le 30 octobre 1906.
En 1952, elle est élevée au rang de basilique mineure par le pape Pie XII. Une plaque commémorative garde la mémoire de cet évènement à l'entrée de la cathédrale. Les insignes propres à la basilique sont exposés dans le chœur.

## Présentation
Cathédrale gothique à la curieuse façade baroque achevée au XVIIIe siècle. Elle possède des stalles du milieu du XVe siècle, sculptées par Jehan de Vitry, la partie sud reconstituées presque à l'identique après l'incendie de 1983.

## Historique du site
La cathédrale de Saint-Claude succède à l'abbaye de Saint-Claude. L'abbaye est fondée vers 415 sous le nom de monastère de Condat par saint Romain du Jura. La tradition attribue la construction de la première église à saint Oyend. Au IXe siècle, il y a deux églises qui lui sont dédiées ainsi qu'aux trois apôtres, Pierre, Paul et André.
L'église Saint-Oyend est reconstruite au XIe siècle par l'abbé Gauceran et sert de modèle pour l'église Saint-Lupicin. Sous cette église se trouve une crypte construite par saint Hippolyte au IXe siècle et dédiée à saint Martin. À la fin du XIIe siècle, cette église passe sous le vocable de saint Claude.
Au XIVe siècle il est nécessaire de reconstruire les deux églises. Une bulle du 4 avril 1384 de l'antipape Clément VII réunit les revenus de la sacristie à ceux de la fabrique pour permettre des réparations aux deux églises.
Le 3 juillet 1392, l'archevêque de Narbonne François de Conzié, camérier de l'antipape Clément VII, envoie une lettre au sacristain de l'église Saint-Nizier de Lyon, collecteur de la Chambre apostolique, acceptant une remise des annates que devait l'abbaye au Saint-Siège à condition de l'employer à la reconstruction de l'église Saint-Pierre et non à d'autres usages.
On peut déduire de ces lettres que la construction de l'église Saint-Pierre a commencé entre ces deux dates pendant l'abbatiat de Guillaume de La Baume (1386-vers 1412). Les travaux débutent par l'abside, et, peu après, par la façade. On ne connaît pas l'architecte qui a donné les plans de la nouvelle église. Certains ont noté l'originalité de l'élévation de l'église, cherchant à la rapprocher de l'abbatiale Saint-Robert de La Chaise-Dieu. Le seul point pouvant soutenir ce rapprochement est l'existence au Moyen Âge d'une association entre les abbayes de Cluny, La Chaise-Dieu et Saint-Claude marquée par un rouleau des morts qui circulait entre les trois abbayes.
Un incendie qui se produit dans l'abbaye en 1418 a dû ralentir les travaux de l'église.

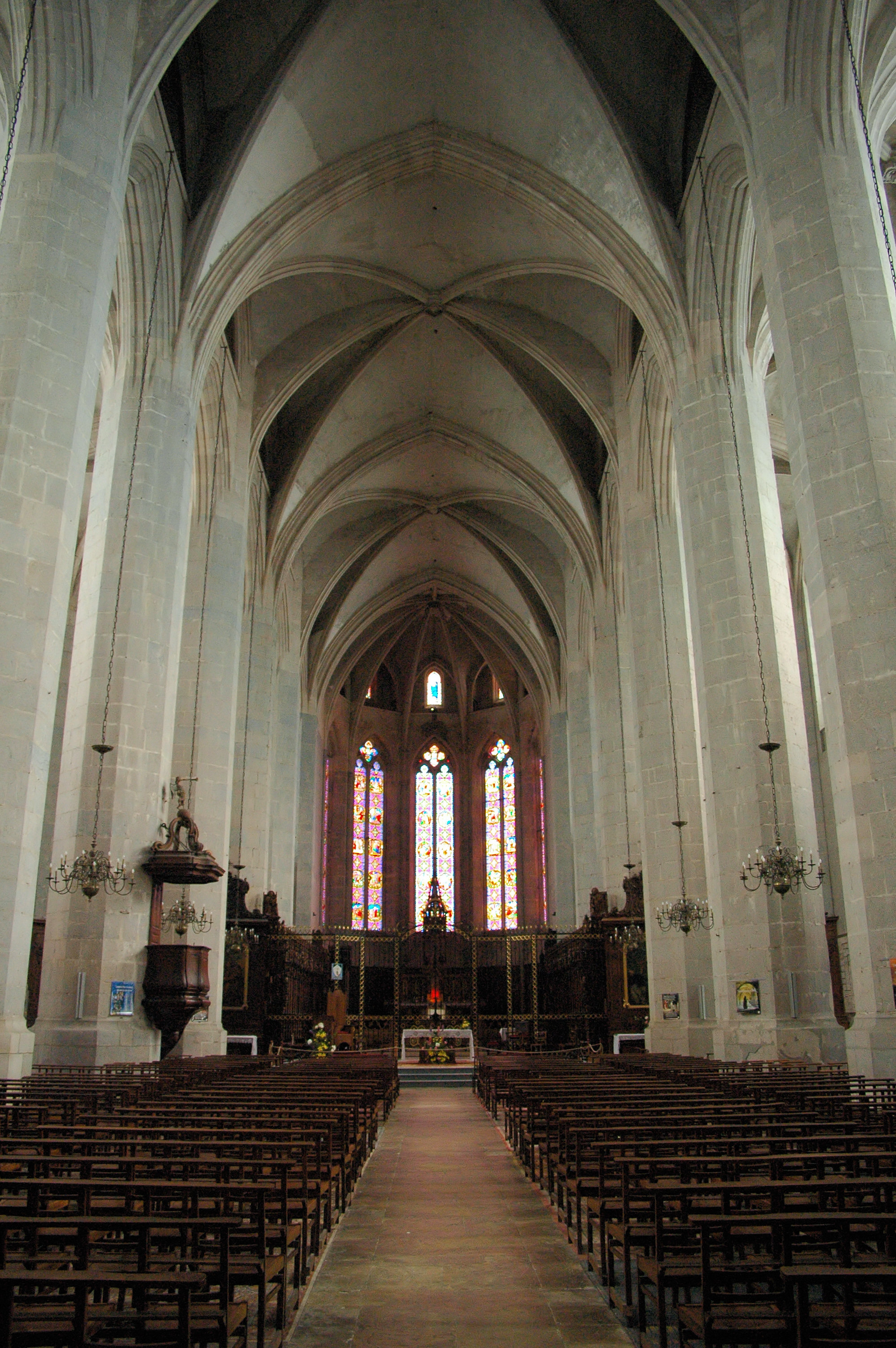
La nef en direction du chœur.

Les archives du Jura permettent de savoir que l'abside est pratiquement terminée en 1421. Il en est de même pour les deux premières travées du chœur. Les comptes désignent Renaud de Beaujeu comme maître d'œuvre. Il travaille avec son fils Pierre.
La construction avance assez vite sur la nef et la façade, y compris le clocher, jusqu'en 1470, puis les travaux s'arrêtent sans qu'on en connaisse la raison. Louis XI ayant une dévotion particulière pour saint Claude fait des dons importants pour terminer la construction.
Pierre de La Baume, évêque de Genève entre 1522 et 1544 et abbé de Saint-Claude, fait continuer la construction, mais elle est interrompue par les guerres au XVIIe siècle.
Au XVIIIe siècle il manque encore les voûtes des deux premières travées.
L'église n'était pas achevée en 1742 quand l'abbaye est sécularisée et devient le siège d'un évêché. On termine alors rapidement la façade en plaçant un décor à caractère gothique pour conserver une certaine unité rompue par la partie supérieure de style baroque que le premier évêque, Joseph Méallet de Fargues, qualifiait de « frontispice ».

## Les grandes orgues
La cathédrale de Saint-Claude possède des orgues en tribune. Elles sont l’œuvre des ateliers parisiens Daublaine & Callinet, c'est-à-dire André-Marie Daublaine et Louis Callinet, facteurs d'orgues associés. Elles ont été réceptionnées en 1844 par Charles Simon, organiste de la basilique Saint-Denis.
L. Rollandez en est l'organiste en 1876. Ce dernier est l'auteur de transcription pour l'orgue d’œuvres de Steibelt, Pleyel et Mozart.

## Galerie

Stalles du chœur de la cathédrale
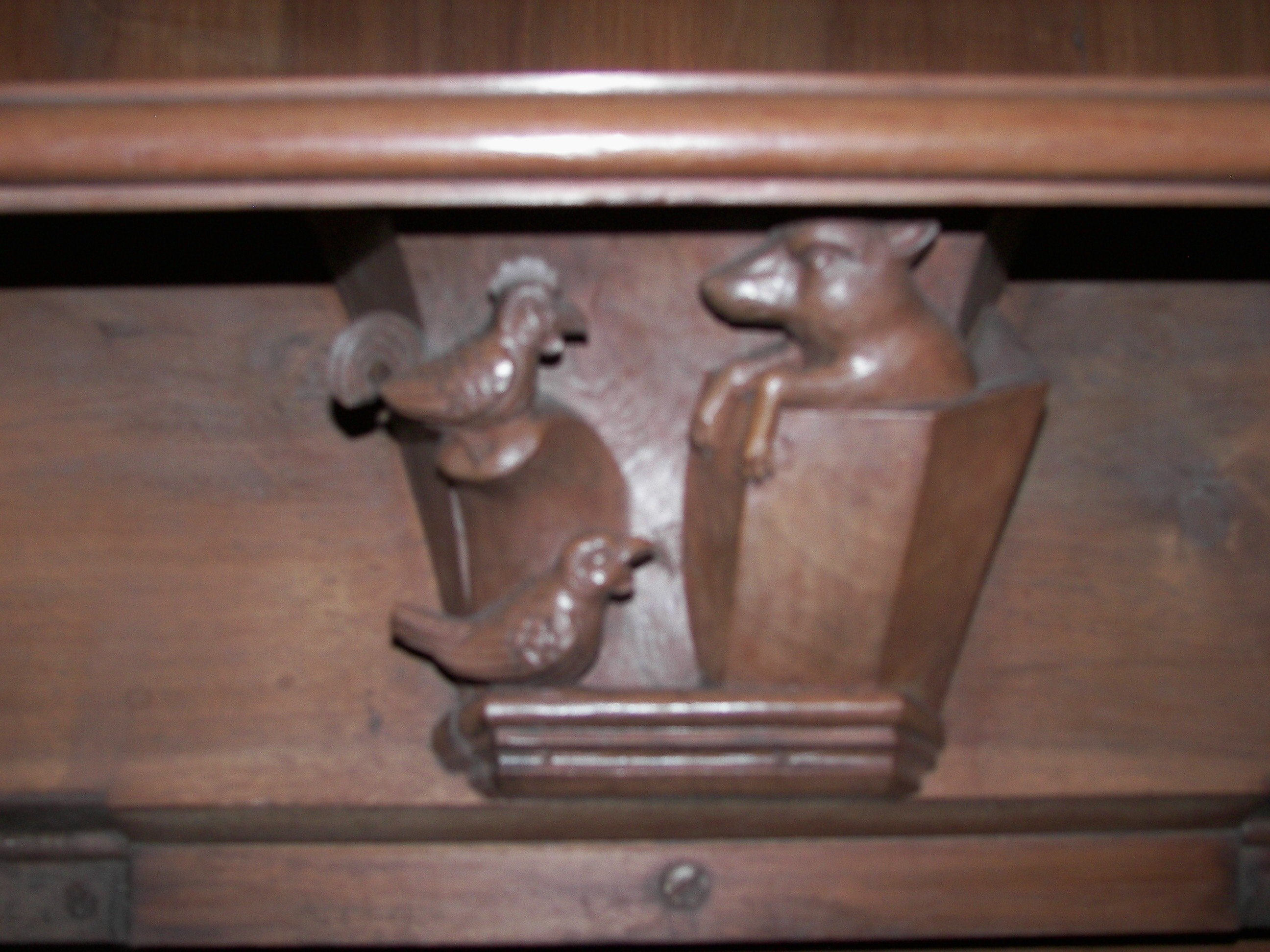
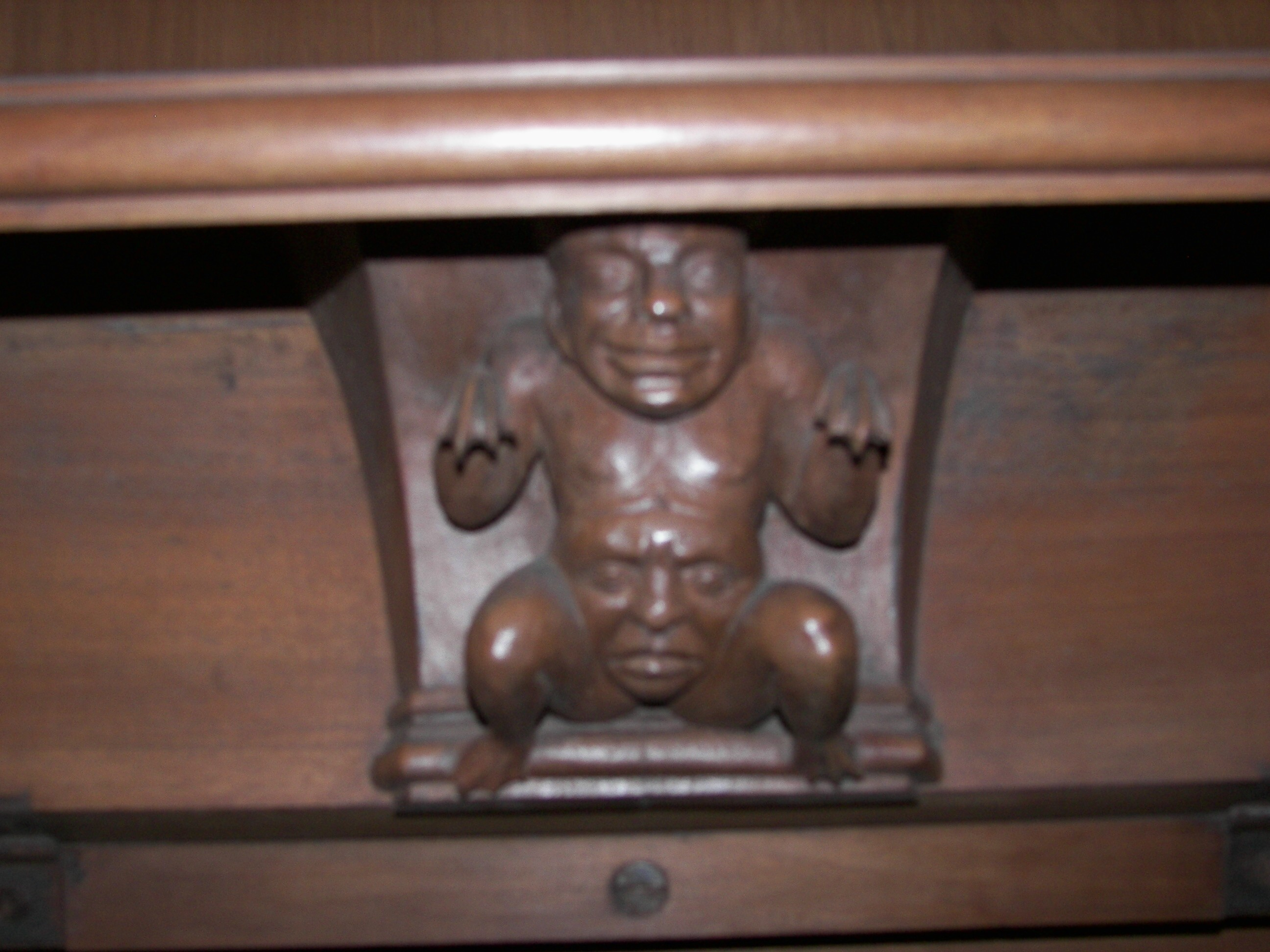
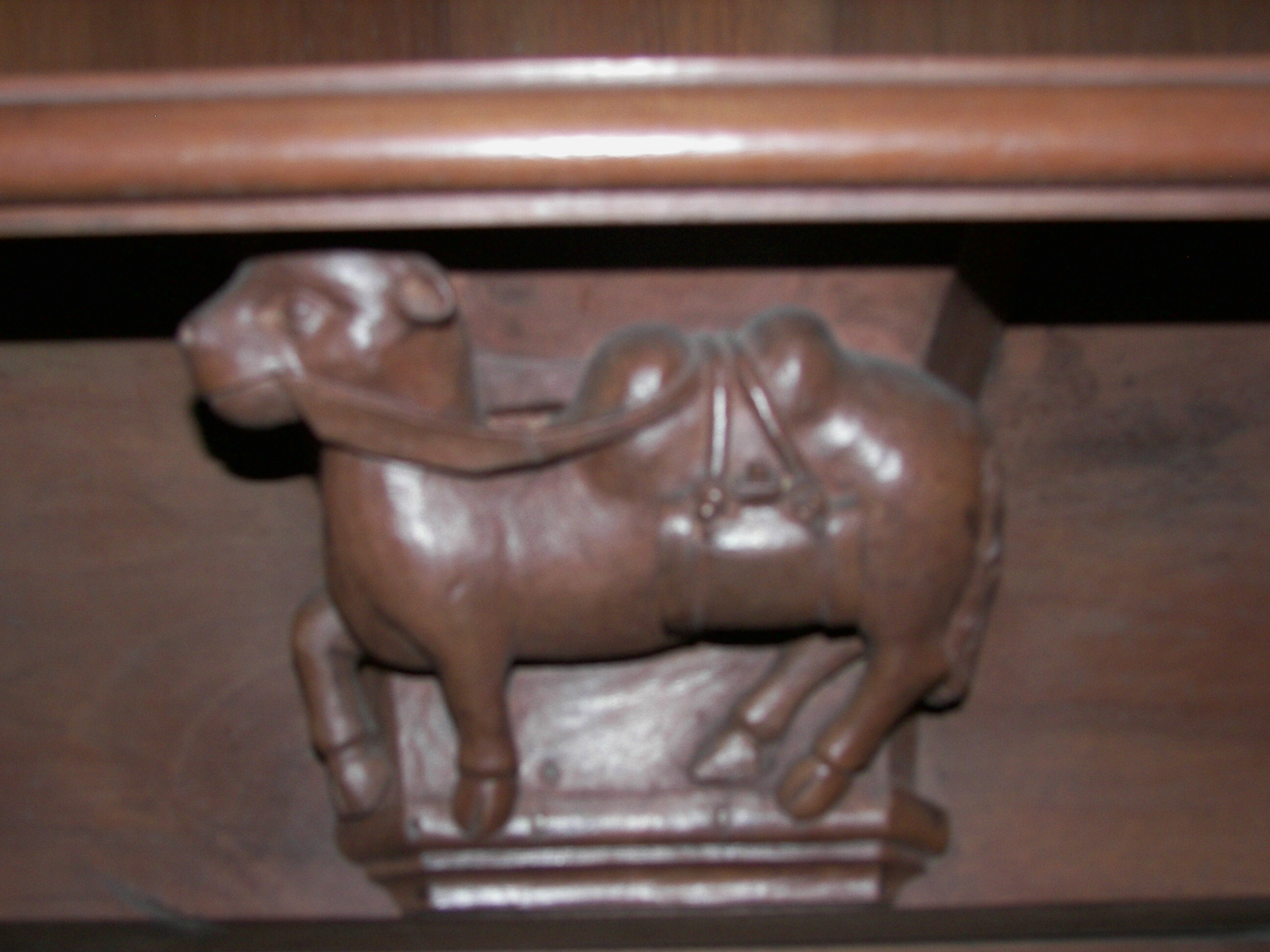
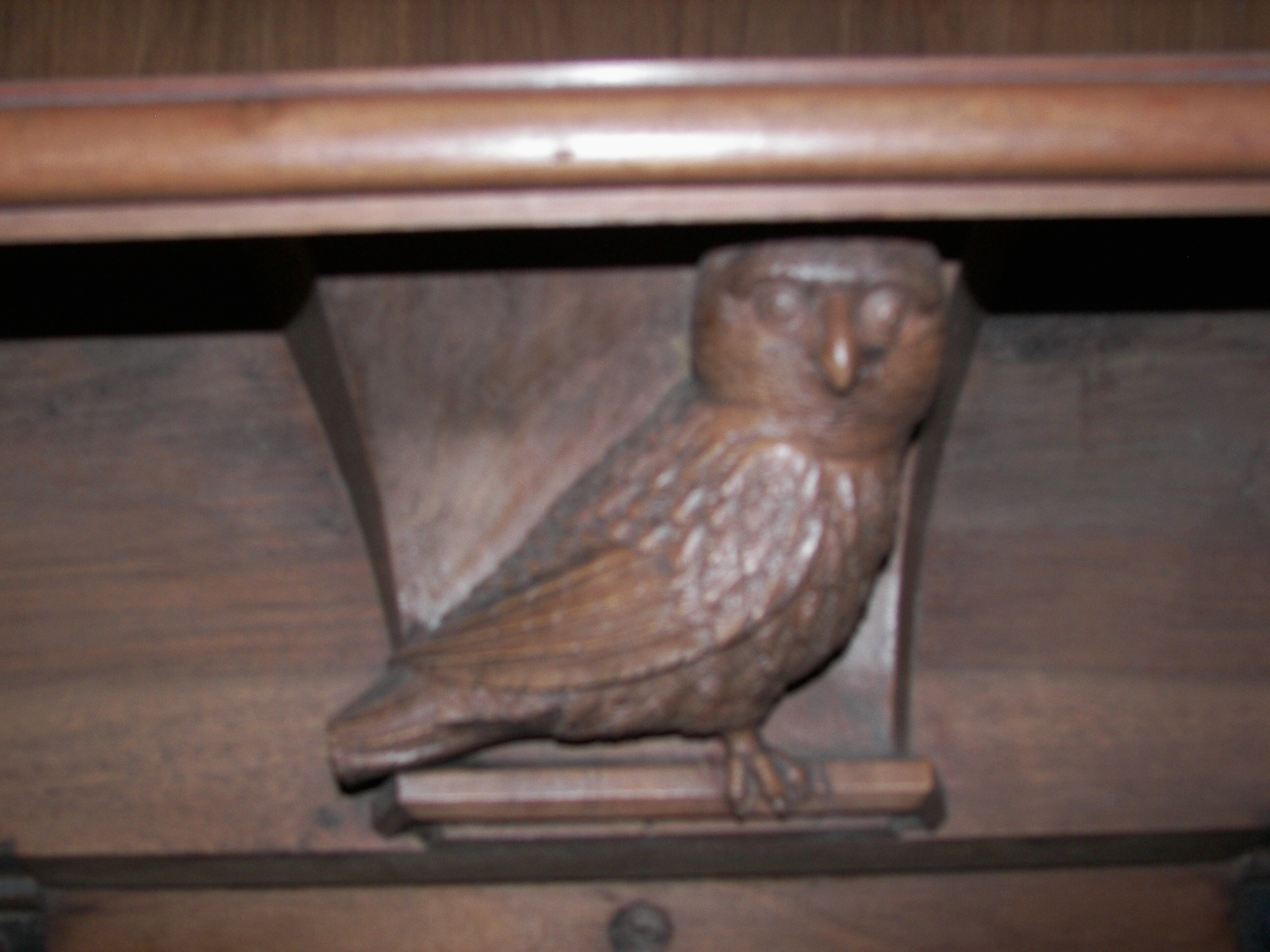
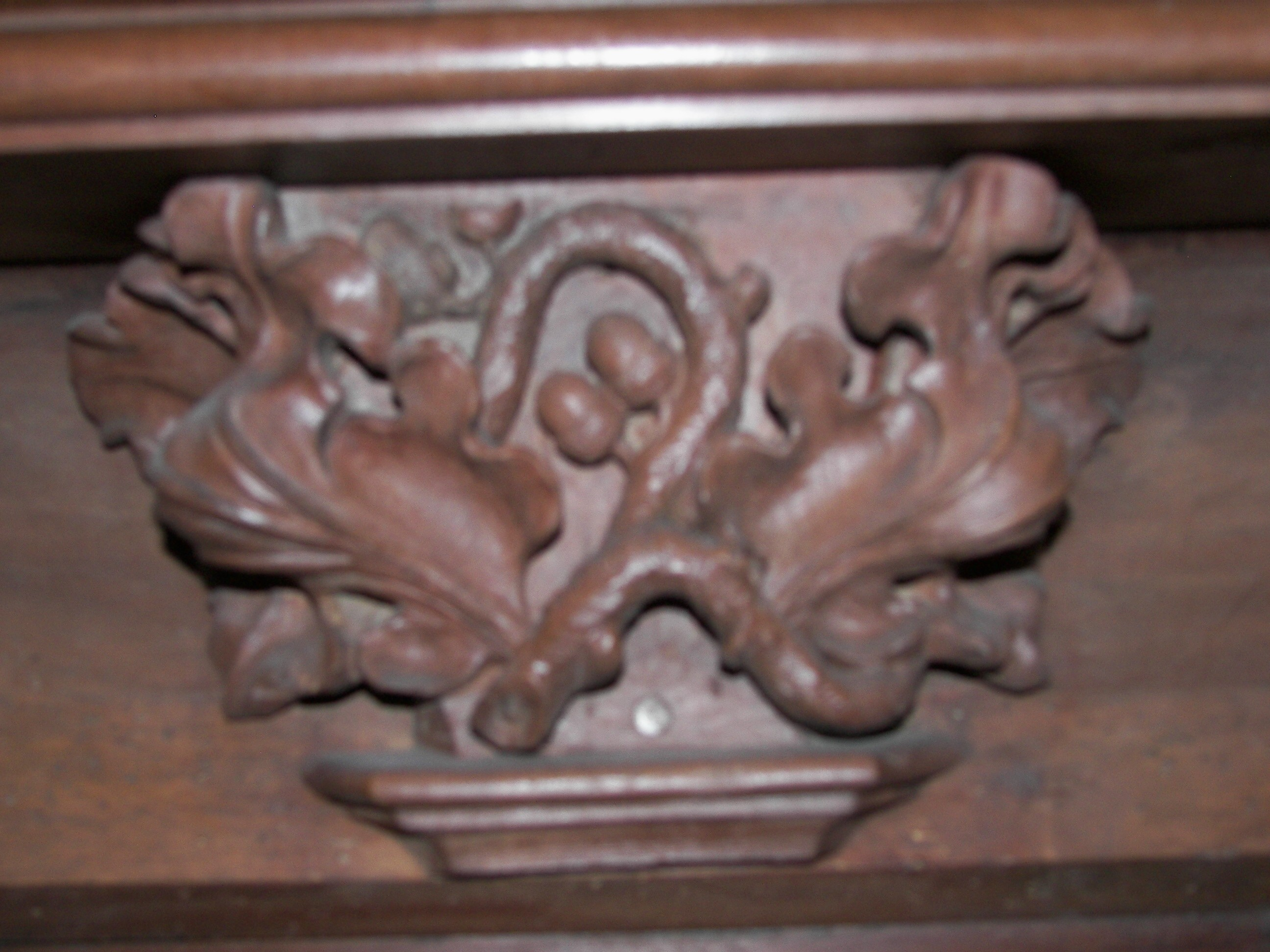
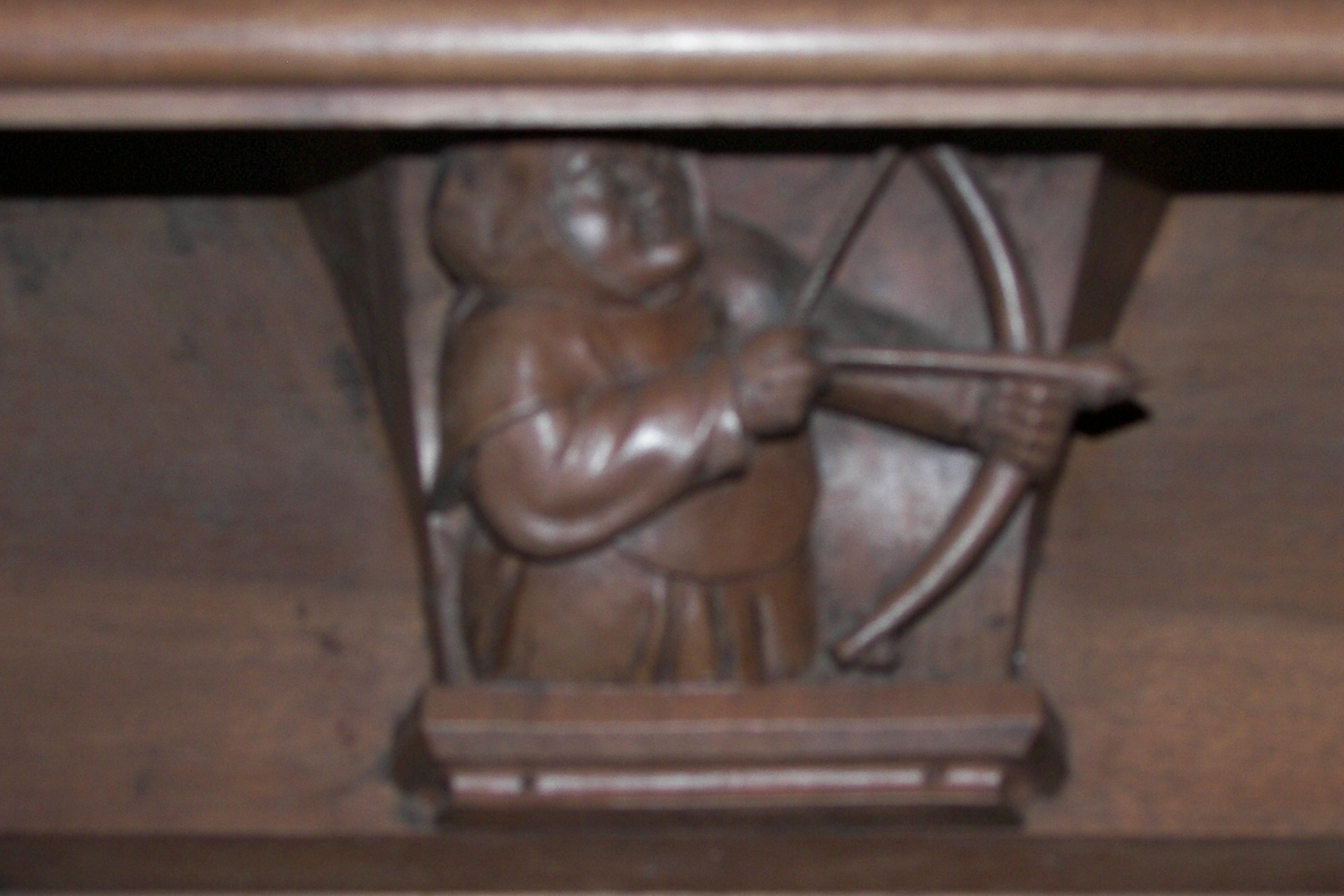
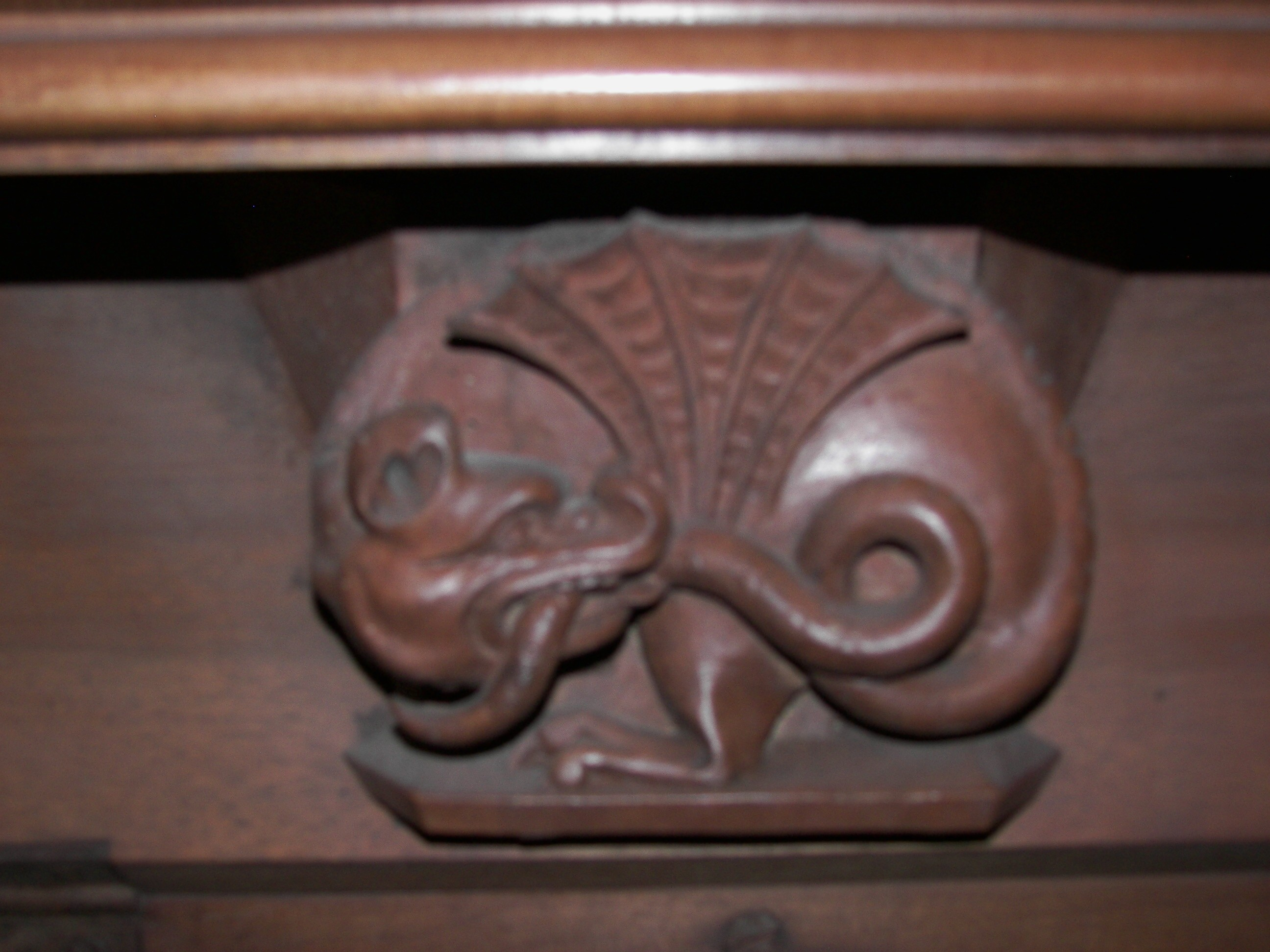
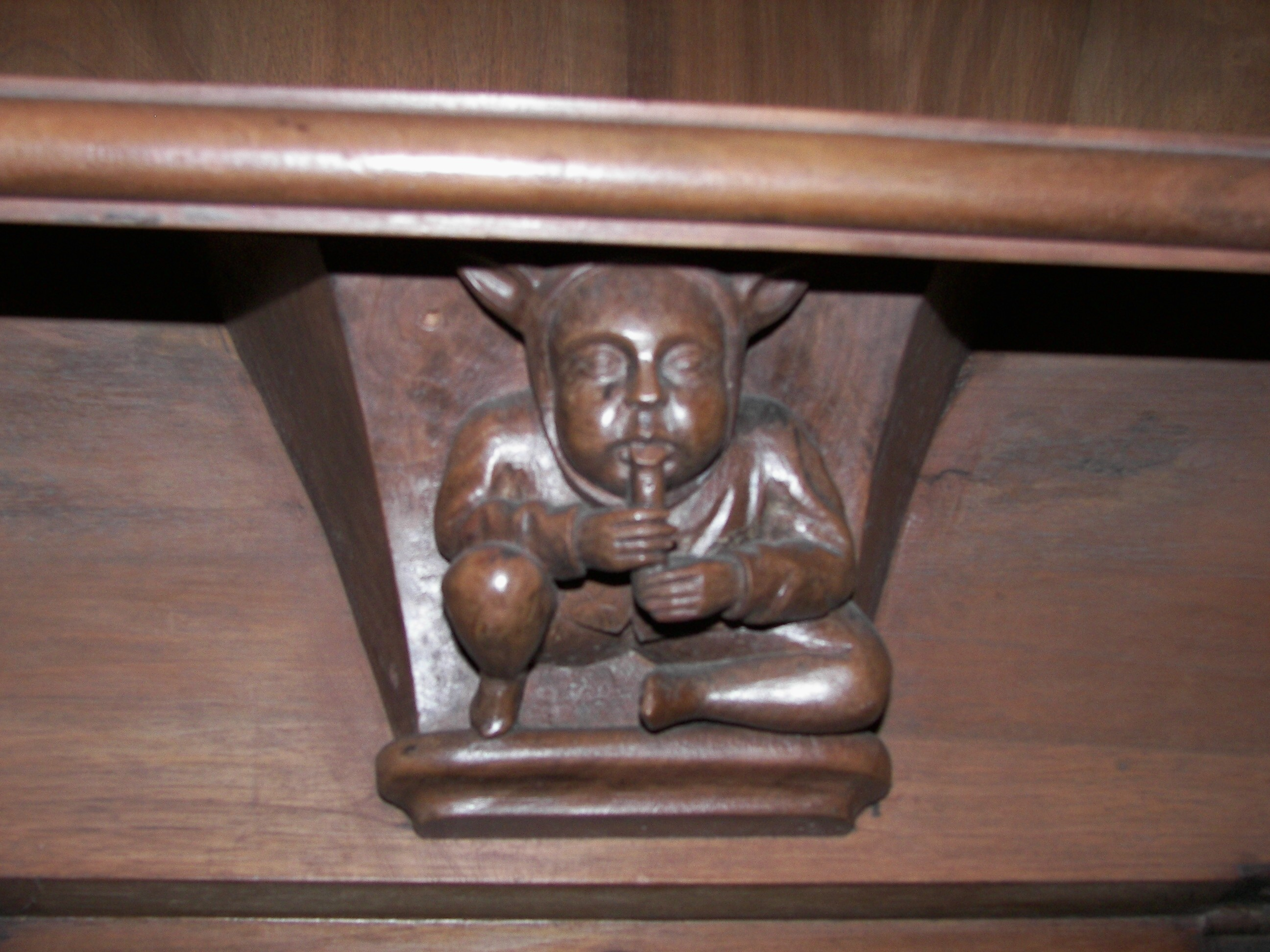
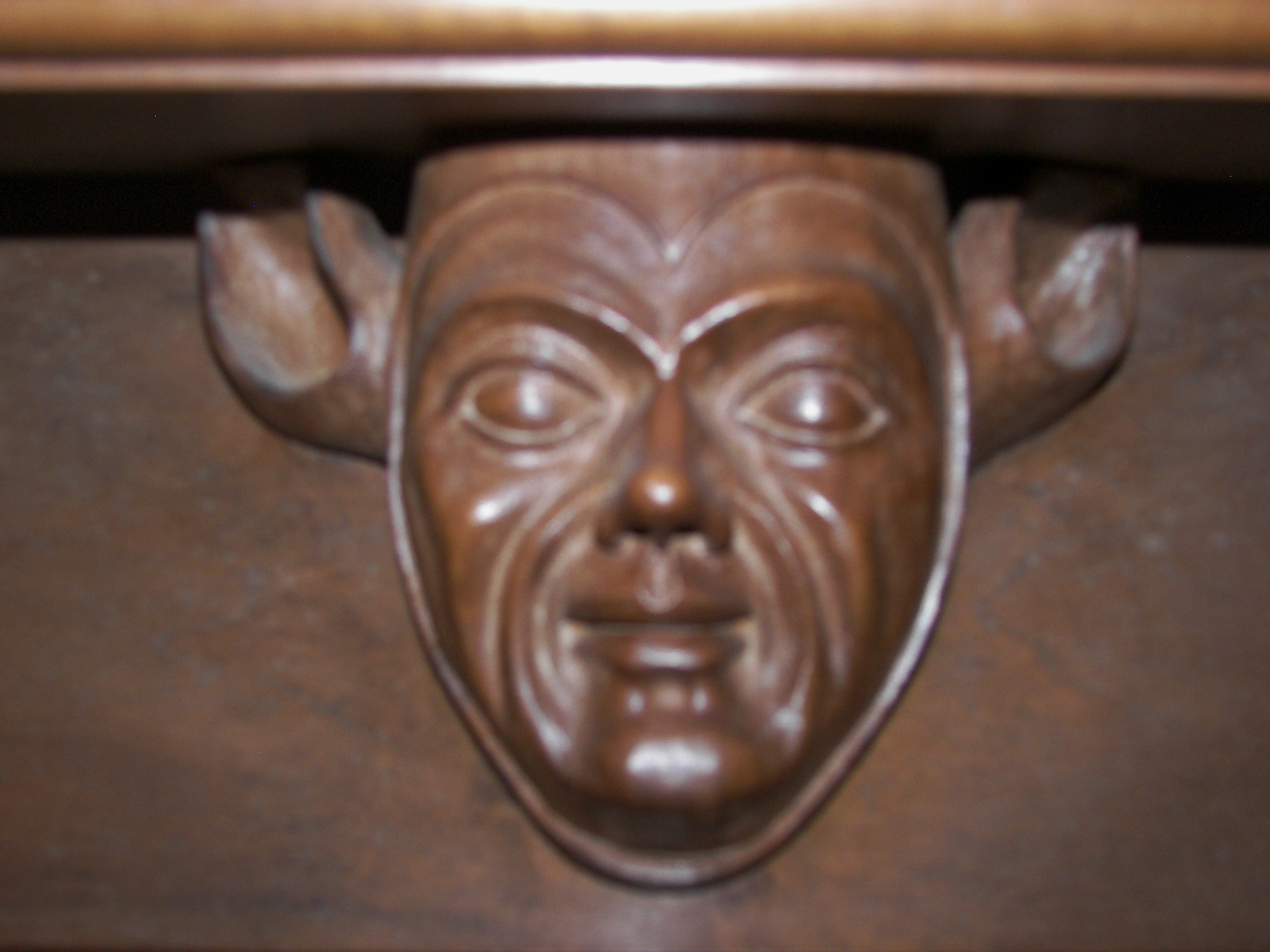
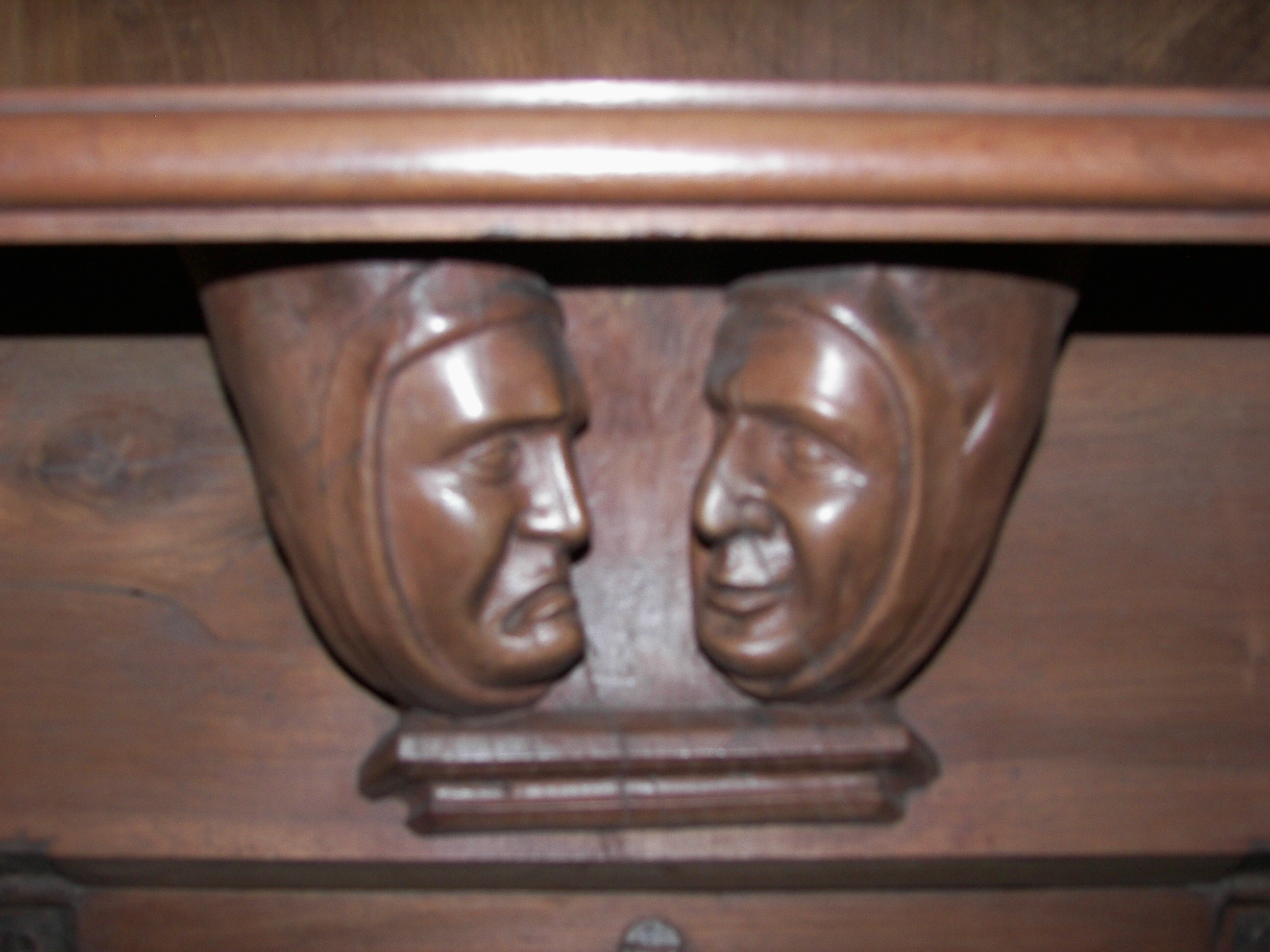
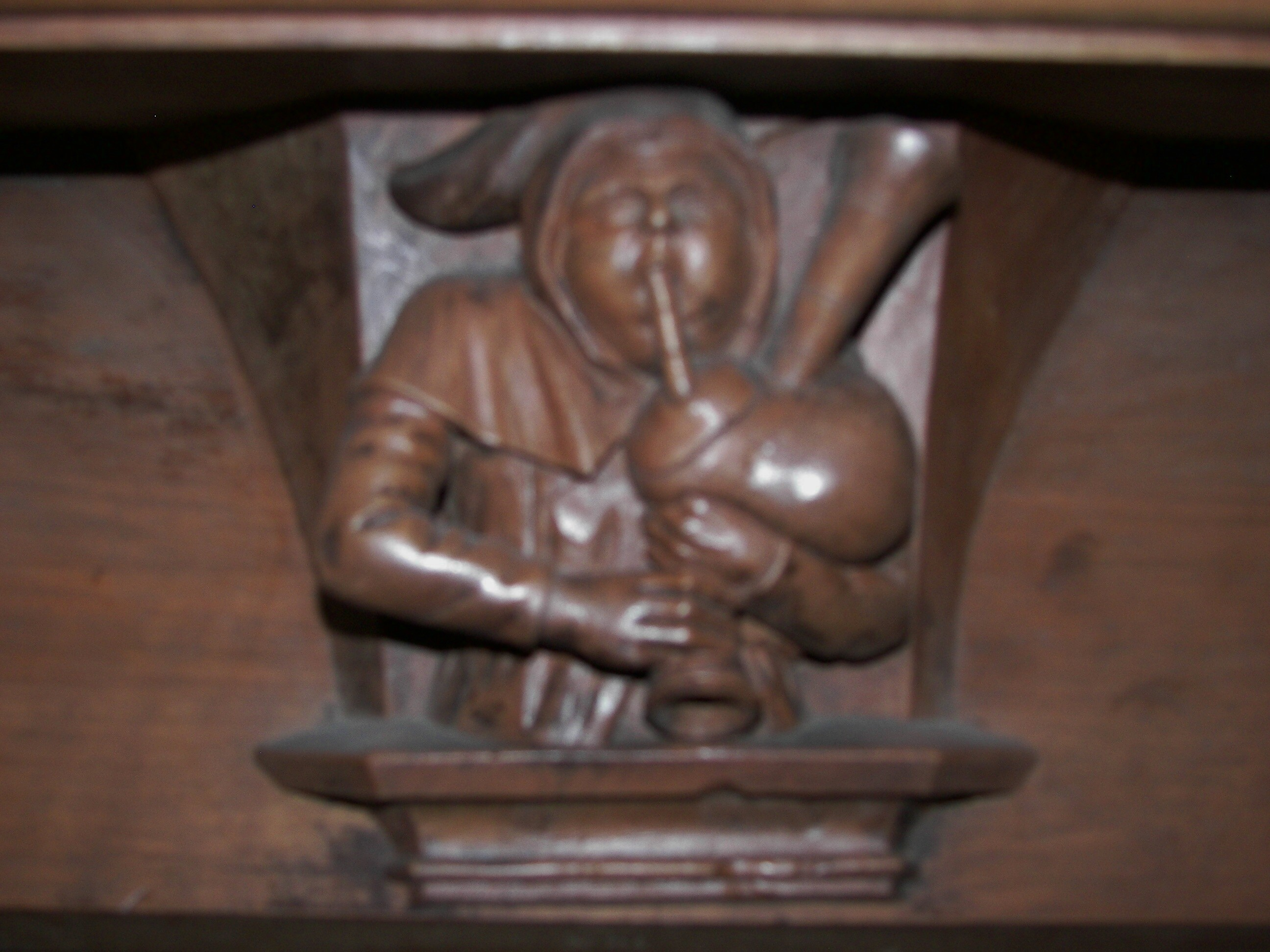
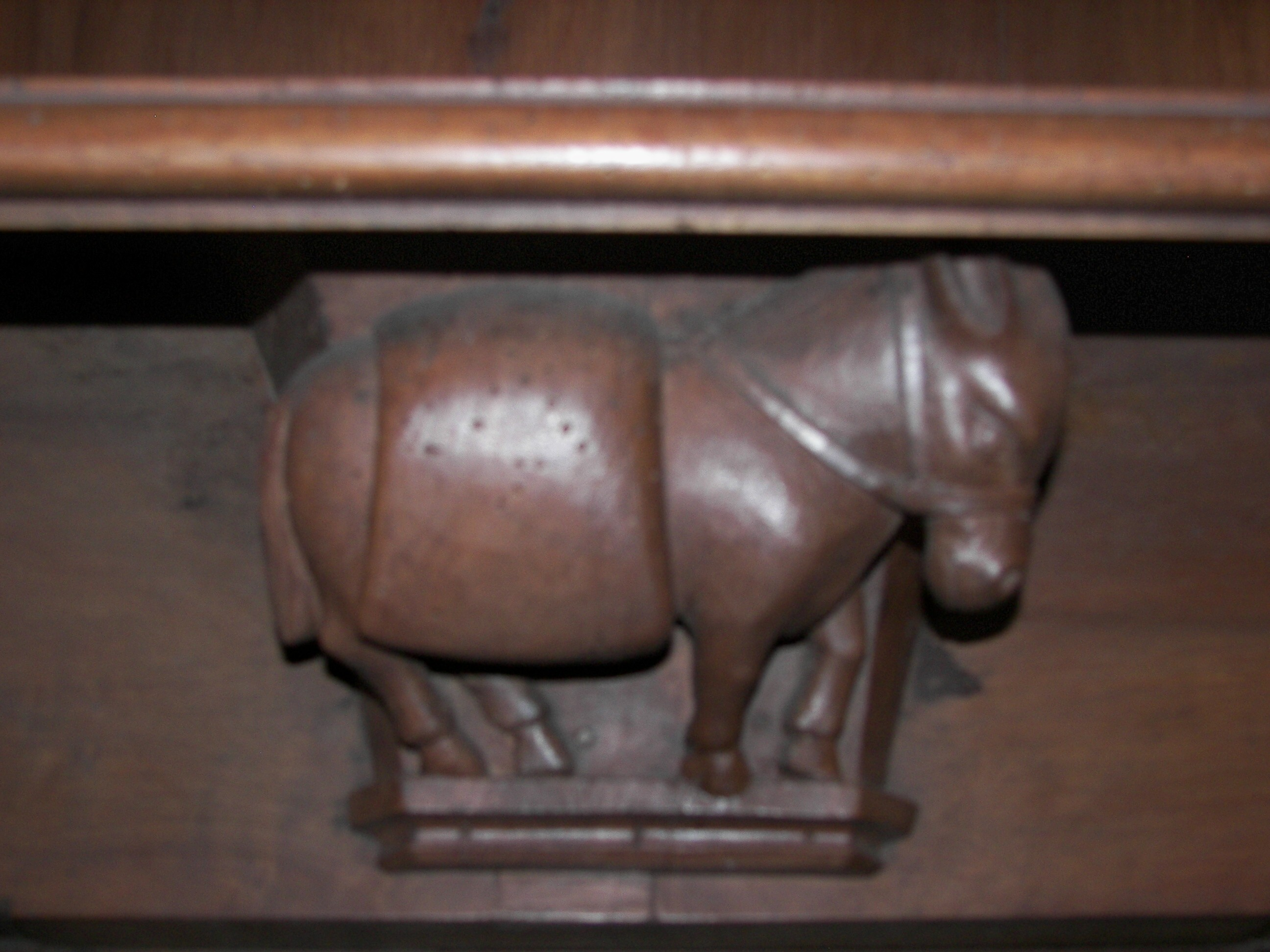

## Reliques
Les restes de saint Claude de Besançon se trouvent dans un reliquaire construit par l'orfèvre Goudji.

## Personnages liés
- Louis XI
- Anne de Bretagne